# Changyuraptor
Changyuraptor („lupič s dlouhým peřím“) byl rod drobného dromaeosauridního teropodního dinosaura, který žil před asi 125 miliony let (Druhohory, spodní křída) na území současné provincie Liao-ning).

## Popis
Changyuraptor měřil na délku asi 1,3 metru a jeho hmotnost dosahovala podle odhadů zhruba 4 kilogramy. Podle Gregoryho S. Paula pak dosahoval délky pouze 1 metru a hmotnosti 2 kilogramů. Je tak největším známým "čtyřkřídlým" mikroraptorinem. Jeho ocasní pera měřila na délku až 30 cm, což je opět rekord pro neptačí dinosaury. Stejně jako jeho příbuzní byl i tento teropod štíhlým opeřeným dravcem, který lovil hmyz a menší obratlovce. Jeho blízkými příbuznými byly rody Microraptor a Graciliraptor. Ve stejném ekosystému se vyskytoval i největší známý opeřený dinosaurus, tyranosauroid Yutyrannus huali. Holotyp nese označení HG B016 a byl objeven v sedimentech souvrství Yixian (tzv. Jeholská biota).